# Avinguda Beckhampton
L'avinguda Beckhampton fou una avinguda corbada prehistòrica flanquejada de pedres que corria, en línies generals, al sud-oest d'Avebury, cap a les Longstones, a Beckhampton, al comtat anglès de Wiltshire. Probablement es remunta a la fi del Neolític i els començaments de l'edat del bronze .
Només una pedra, coneguda com a Eva, surt de les anomenades Longstones, ara roman en peus i fins i tot en els dies de William Stukeley hi havia poca evidència visible de l'avinguda. Les altres pedres es van trencar, probablement i es van vendre pels terratinents locals en l'era post-medieval. Les excavacions de la Universitat de Southampton de l'any 2000, no obstant això, van revelar files paral·leles de forats que havien allotjat les pedres. Es van descobrir 120 m de l'avinguda i van indicar que l'avinguda consistia en una doble filera de pedres col·locades a intervals de 15 m en un patró similar als de l'avinguda Kennet. La teoria de Stukeley era que les dues avingudes formaven part d'una 'serp' gegant pagana a través del paisatge amb el cap en El Santuari i també la incorporació de Avebury en si mateix. L'avinguda podria, originalment, haver-se estès més enllà de les Longstones, amb Eva sent part de la cove o alineament de pedres de les Longstones paral·lel a aquest camí.
Abans de la construcció de l'avinguda el lloc albergava un recinte amb passarel·les del Neolític.
Els grups de restes prehistòriques de Stonehenge, Avebury i llocs relacionats estan al comtat anglès de Wiltshire. L'any 1986 van ser declarats Patrimoni de la Humanitat per la Unesco.

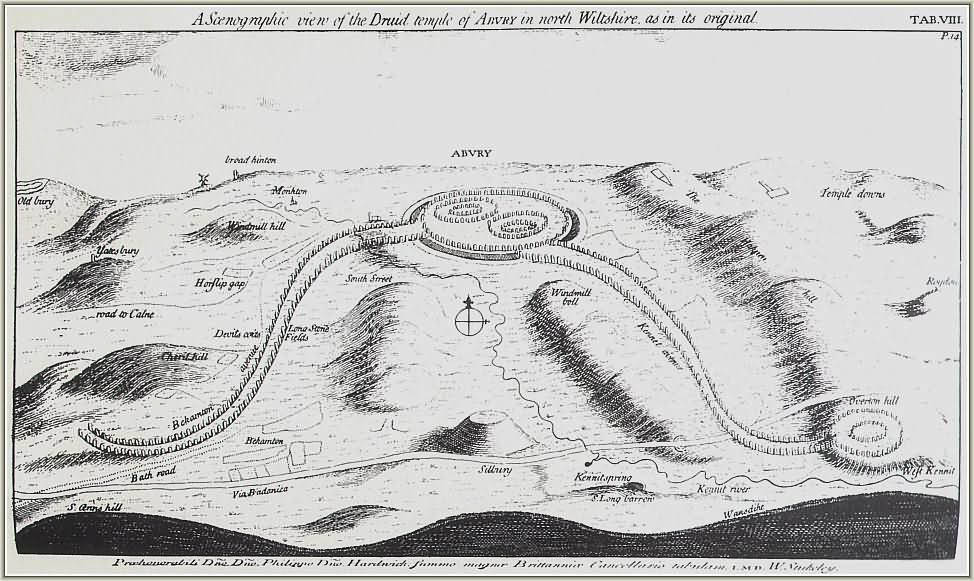
Al centre Avebury i partint cap a la dreta l'Avinguda Kennet que acaba en el Santuari i cap a l'esquerra lAvinguda Beckhampton. En la part inferior central es veu Silbury Hill i a la seva dreta el túmul allargat de West Kennet. Gravat de Stukeley, c. 1724.